# Erchie (Maiori)
Erchie ist eine italienische Ortschaft mit 83 Einwohnern (Stand 2020) an der Amalfiküste in der Provinz Salerno, die zur Region Kampanien gehört. Sie gehört zur Bergkommune Comunità Montana Penisola Amalfitana.

## Geografie
Das Dorf liegt an der Tyrrhenischen Küste zwischen Cetara (1,7 km im Osten) und Maiori (8,5 km im Westen). Es ist 12 km von Salerno und 14 km von Amalfi entfernt. Das bewohnte Gebiet liegt rund um einen Strand und ist vom Lattari-Gebirge umgeben. Erchie liegt wie ein verstecktes Juwel in einem abgeschiedenen Tal, das sich zum Strand und einer traumhaften Bucht hin öffnet. Das Herzstück des Dorfes ist der Hauptstrand, der von felsigen Hängen umgeben ist, die mit üppiger Vegetation bewachsen und kleinen Häusern bebaut sind. Viele exklusive Strände und Buchten, in denen man baden, tauchen oder die Sonne genießen kann, liegen versteckt an der Küste und sind teilweise nur mit dem Boot erreichbar.

## Sehenswürdigkeiten
Im Zentrum der kleinen Ortschaft befindet sich die Pfarrkirche. Touristisch ist der Ort im Wesentlichen durch den Strand und die verschiedenen Buchten erschlossen und über einen Shuttleservice aus der Gemeinde Cetara gut verkehrstechnisch angebunden.

## Wirtschaft
Der Ort lebt im Wesentlichen von der Fischerei und dem Tourismus. Er ist eine der am wenigsten besiedelten Kommunen an der Amalfiküste, allerdings wegen seines Sandstrandes bei dem Badegästen sehr beliebt.